# جانلوکا زانتی
جانلوکا زانتی (انگلیسی: Gianluca Zanetti؛ زادهٔ ۲ ژوئیهٔ ۱۹۷۷) بازیکن فوتبال اهل ایتالیا است.
از باشگاه‌هایی که در آن بازی کرده‌است می‌توان به باشگاه فوتبال پارما، باشگاه فوتبال کرمونزه، باشگاه فوتبال فوجا، باشگاه فوتبال ارورا پرو پاتریا ۱۹۱۹، باشگاه فوتبال مونتسا، باشگاه فوتبال دلفینو پسکارا، باشگاه فوتبال چزنا، باشگاه فوتبال آ.ث. میلان، و باشگاه فوتبال لیورنو اشاره کرد.